# Нисенан
Нисенан е Калифорнийско индианско племе. Понякога са наричани южни маиду, тъй като са най-южната езикова група на маиду. Името нисенан се отнася до племето, което живеело в басейните на реките Юба и Американ Ривър.
Територията им обхваща басейна на реките Юба, Беър и Американ Ривър, както и долната част на река Федър. Западна граница на територията била западната страна на река Сакраменто, на няколко мили над устието на река Федър. Северните граници на земите им не са добре идентифицирани. На изток достигали до подножието на Сиера Невада, а на юг на няколко мили под Американ Ривър.

## Култура
Алфред Крьобер идентифицира 3 диалекта на езика им:
- Нордърн Хил нисенан
- Саудърн Хил нисенан
- Вали нисенан

Идентифицирани са общо 106 техни села. Селото контролирало определена територия, която е обитавана от една група. Една такава група се състояла от малки разширени семейства от 15 до 25 души и достигала до големи групи от до 500 души. Групата живеела в едно главно село и в малки селца около него. Голямото главно село играело важна роля в социално – политическата им организация. То се състояло от полуземлянки (от 3 до 5 м в диаметър) покрити с треви или тръстика и с пръст. Танцувалната къща била издигана в главното село и представлявала полуподземна структура с 2 или 4 носещи греди и рамки покрита с тръстика и пръст.
Хил нисенан строели селата си по хълмовете около главен поток. Техните села били по-малки от тези на Вали нисенан. Техните домове били конични колиби покрити с кора, кожи и папур.
Основна храна на хората били жълъдите, които се съхранявали в специални хамбари.
Мъжете обикновено ходели голи или с набедреник от еленова кожа, или от треви. Жените носели къси престилки отпред и отзад направени от тръстика, треви или от върбова кора. В студеното време използвали кожени наметала и кожуси. И мъжете и жените носели косите си дълги. Използвали различни украшения и обичали да се татуират.
Високопоставен мъж водел селото или няколко свързани села, но отделно, всяко разширено семейство си имало свой водач, които асистирали на главния водач. Поста на вожда бил наследствен.

## История
Ранните им контакти с испанците били ограничени до южната част на територията им. През 1776 г. Хосе Канисарес прекосява територията на миуоките и достига до южните граници на нисенан. През 1808 г. Габриел Морага пресича територията им. През 1813 г. близо до устието на Косумнъс се състои голяма битка между миуоките и испанците на Луис Аргуло. В края на 1820-те Компанията Хъдсън Бей основава ловни лагери в територията им. През 1833 г. голяма епидемия от малария, преминала през северната и централна част на долината на Сакраменто, унищожава до 75 от населението в региона. Нещата се влошават още повече по време на Златната треска от 1848 г. Хиляди миньори и авантюристи дошли в територията им и племето постепенно било почти унищожено.